# 火控系统

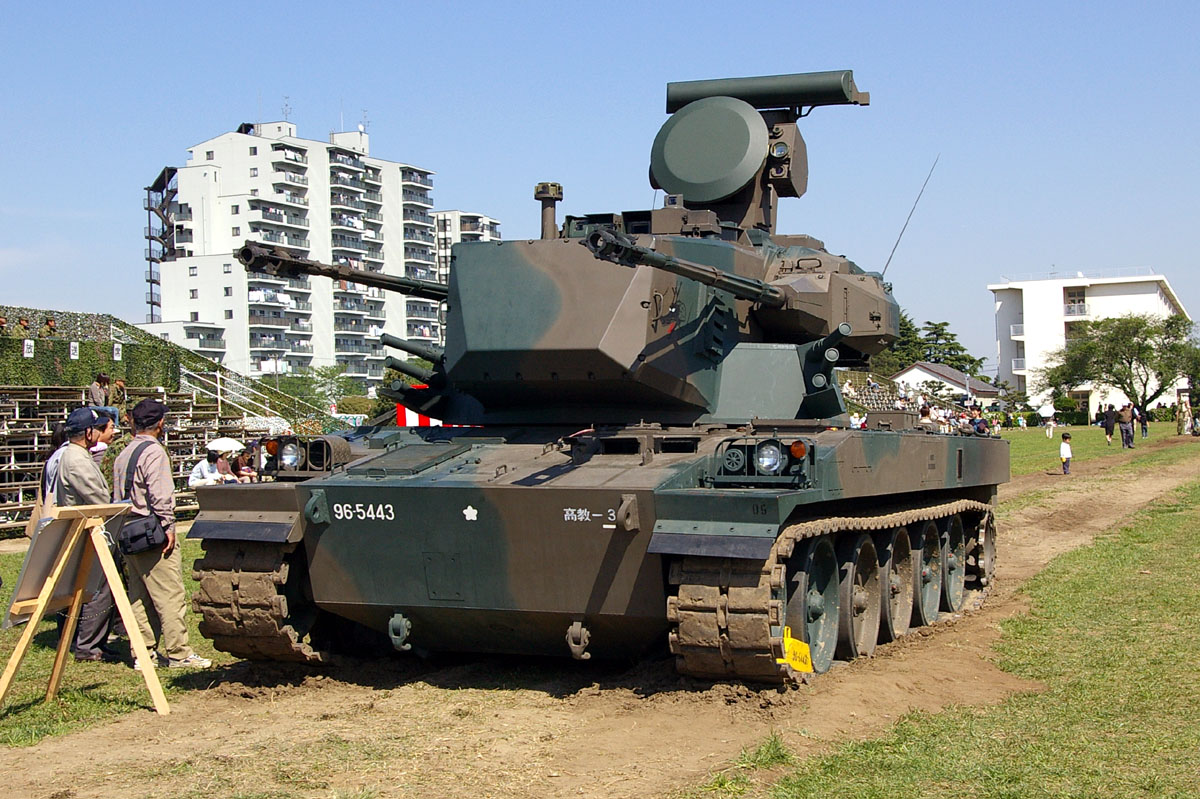
火控系統幾乎都搭配雷達，因為雷達是獲取目標資訊的輸入最重要手段

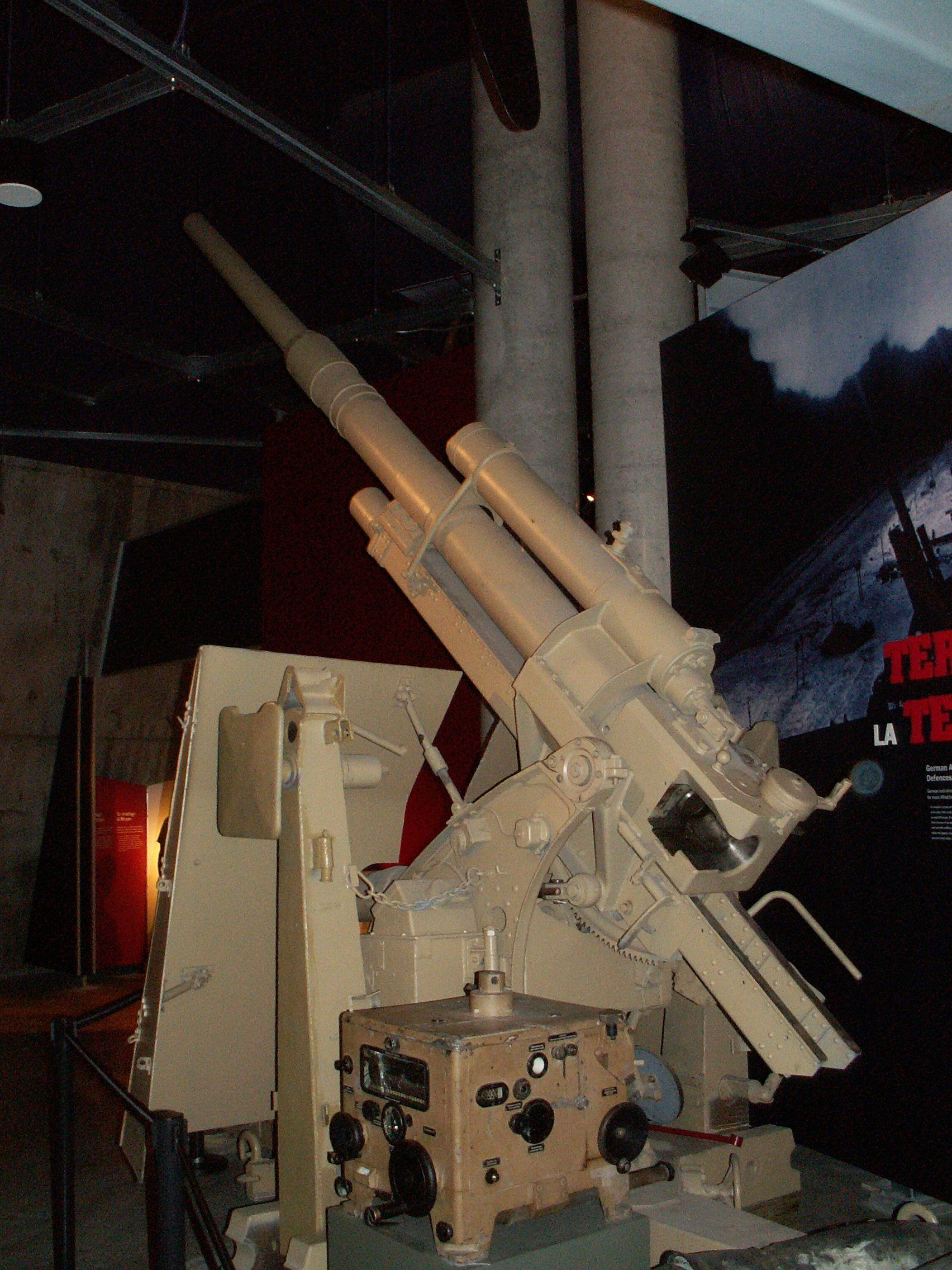
二戰中德國的88毫米高射炮和它的火控系统。於加拿大戰爭博物館展示。

火控系统（英語：Fire control system、FCS）又稱火器管制裝置，或射控系統，是控制射击武器自动实施瞄准与发射的装备的总称。火控系統是由許多組件結合而稱的系統，通常包含火力控制計算機（Gun_data_computer），輔助導引裝置（director）和射控雷達。火控系統執行的任務與軍隊砲手相同，但可以更快並準確的完成任務，提早消滅敵人反擊的可能，故足以對戰局產生重大影響。

## 主要构成
- 目标跟踪器
- 火力控制计算机
- 系统控制台
- 射击控制仪
- 接口设备
- 必要的外围设备

## 主要功能
- 获取战场态势和目标的相关信息
- 计算射击参数，提供射击辅助决策
- 控制火力兵器射击，评估射击效果

## 分類
- 艦面火控系統、航空火控系統、地面火控系統、槍械火控系統
- 類比式、數位式

## 海军火力控制

### 起源
最初火控系统是为舰船开发的。
早期历史海军火力控制系统以与视距内的目标交战为主导（也称为直接火力）。 事实上，1800 年之前大多数海军交战距离都是在20m到50m之间  。甚至到了美国内战期间，美利坚合众国监视号与美利坚邦联的维吉尼亚号之间著名的交战也经常在不到90m的范围内进行。 
19世纪末，技术的快速进步极大地增加了火炮的射程。 尺寸更大的线膛炮发射相对重量较轻的爆炸弹（与全金属制炮弹相比），大大增加了火炮的射程，这使得主要问题变成了当军舰在波浪中行进时如何瞄准它们。 通过引入陀螺仪，该问题得到了解决，陀螺仪纠正了这种运动并提供了分度级别的精度。 于是很快火炮的口径几乎可以增长到任何尺寸，到了1890年代已经超过了10英寸口径。 这些火炮的射程如此之远，以至于对舰船而言主要的限制是能否看清目标，这导致在船上使用高桅杆（以进行观测）。
另一项技术改进是蒸汽轮机的引入，大大提高了舰船的性能。 早期的螺旋浆动力主力舰的航速约为 16 节，但第一艘大型蒸汽涡轮船的航速超过了 20 节。 再加上火炮射程变长，这意味着从炮弹发射到命中目标这段时间内，目标船可以移动相当长的距离，例如几个船身的长度。 人们几乎没有希望用目视来获得准确度了。 更何况，在海战中还需要控制多门炮同时射击。
海军的舰炮火力控制可能涉及三个等级的复杂程度。 局部控制起源于由各个炮组瞄准的初始火炮安置。 指挥控制将军舰上的所有火炮瞄准同一个目标。 战列编队对单一目标协调射则击是战列舰舰队作战的重点。 对海面风速、射击一方的军舰横滚和俯仰、火药库的温度、线膛射弹的偏移、为射击放大而调整的单个火炮孔径以及射程变化率进行了修正，并根据之前的观察对射击参数方案进行了额外修改。
由此产生的射向将被反馈到炮塔。 如果炮弹没有命中，则观测者可以计算出他们射偏了多少距离和方位，并且该信息可以连同其余信息的任何变化以及尝试的下一次射击一起被反馈到计算机中。
起初，火炮是由炮兵观察员瞄准的。 这涉及到向目标开炮，由炮兵观察员观察炮弹的弹着点，并根据观察到的弹着点的位置修正瞄准，随着火炮射程的增加，这变得越来越困难。 
从美国内战到 1905 年，火控方面进行了许多改进，例如望远镜瞄准器和光学测距仪的出现。 以及程序上的改进，例如使用绘图板来手动预估交战期间各舰船的位置。 

### 一战时期
一战后，越来越复杂的机械计算器被用于更精确的火炮瞄准，通常是将各种方向和距离测量发送到船内深处的中央测绘站。在那里，火力指挥小组提供船只及其目标的位置、速度和方向等信息。1905 年左右，机械火控辅助设备开始出现，例如Dreyer 火控表、Argo瞄准校正仪 （页面存档备份，存于），但这些设备均经过很多年才得到广泛部署。这些设备是测距仪的早期形式。